# Municipio de Cooper (Dakota del Sur)
El municipio de Cooper (en inglés: Cooper Township) es un municipio ubicado en el condado de Aurora en el estado estadounidense de Dakota del Sur. En el año 2010 tenía una población de 20 habitantes y una densidad poblacional de 0,23 personas por km².

## Geografía
El municipio de Cooper se encuentra ubicado en las coordenadas 43°48′43″N 98°36′50″O / 43.81194, -98.61389. Según la Oficina del Censo de los Estados Unidos, el municipio tiene una superficie total de 87.88 km², de la cual 87,82 km² corresponden a tierra firme y (0,07 %) 0,06 km² es agua.

## Demografía
Según el censo de 2010, había 20 personas residiendo en el municipio de Cooper. La densidad de población era de 0,23 hab./km². De los 20 habitantes, el municipio de Cooper estaba compuesto por el 100 % blancos. Del total de la población el 0 % eran hispanos o latinos de cualquier raza.